# Morrison River
Morrison River är ett vattendrag i Kanada.   Det ligger i provinsen Ontario, i den sydöstra delen av landet, 1 500 km nordväst om huvudstaden Ottawa. Morrison River ligger vid sjön Sachigo Lake.
Trakten runt Morrison River är nära nog obefolkad, med mindre än två invånare per kvadratkilometer.